# Peter Lötscher
Peter Lötscher (Basilea, 4 febbraio 1941 – 24 ottobre 2017) è stato uno schermidore svizzero, vincitore di una medaglia d'argento nella scherma ai giochi olimpici.